# Famille de Liberatrix
La famille de Liberatrix est une petite famille d'astéroïdes de la ceinture principale, comprenant (125) Liberatrix qui lui donne son nom.